# HOPS 383
HOPS 383 относится к протозвездам класса 0. Это первая обнаруженная протозвезда класса 0, у которой произошла вспышка, и по состоянию на 2020 год, самая молодая протозвезда, у которой, как известно, произошла вспышка. Вспышка, обнаруженная командой Herschel Orion Protostar Survey (HOPS), впервые была опубликована в феврале 2015 года в The Astrophysical Journal Letters.

## Наблюдения

### Вспышка
В период с 2004 по 2006 год в HOPS 383 произошло резкое увеличение яркости в среднем инфракрасном диапазоне; увеличение звездной величины было заметно на длине волны 24 мкм (в 35 раз больше) и 4,5 мкм, а также на субмиллиметровых длинах волн. Через 6 лет наблюдения не выявили признаков угасания.

### Рентгеновское излучение
Рентгеновская обсерватория «Чандра» зафиксировала рентгеновскую вспышку HOPS 383 в декабре 2017 года. Это было первое обнаружение рентгеновского излучения от протозвезды класса 0. Вспышка длилась 3 часа 20 минут. Она значительно повлияла на ранее предполагаемую хронологию таких событий в эволюции протозвезды. Кроме того, это позволило астрономам лучше понять ранние стадии эволюции Солнца.